# 김현권
김현권(金玄權, 1964년 5월 17일 ~ )은 대한민국의 정치인이다.

## 학력
- 1978 ~ 1981 충암고등학교 졸업
- 1982 ~ 1991 서울대학교 자연과학대학 천문학 학사
- 경북대학교 행정대학원 행정학 석사

## 경력
- 서울대학교 언론협의회 의장
- 의성농민회 사무국장
- 2002 제16대 대통령 선거 새천년민주당 노무현 대통령 후보 국민참여운동본부 대구경북 부본부장
- 2003 ~ 2007 대통령직속 국가균형발전위원회 자문위원
- 2003 ~ 2007 열린우리당 경상북도당 군위군·의성군·청송군 당원협의회 위원장
- 2004 열린우리당 정동영 의장 농업특보
- 2005 ~ 2007 의성마늘명품화사업단 단장
- 2005 ~ 2007 의성지역혁신협의회 의장
- 2005 ~ 2009 경북북부지역혁신협의회 산업발전분과위원회 위원장
- 2007 ~ 2010 한국농어촌공사 비상임이사
- 2008 ~ 2011 민주당 경상북도당 군위군·의성군·청송군 지역위원회 위원장
- 2009 의성한우협회 회장
- 전국한우협회 의성지부장
- (주) 농촌과 도시 창업·대표이사
- 2011 ~ 2013 민주통합당 경상북도당 군위군·의성군·청송군 지역위원회 위원장
- 2013 ~ 2014 민주당 경상북도당 군위군·의성군·청송군 지역위원회 위원장
- 2014 ~ 2015 새정치민주연합 경상북도당 군위군·의성군·청송군 지역위원회 위원장
- 2016년 4월 13일: 대한민국 제20대 국회의원 선거 당선(비례대표, 더불어민주당, 초선)
- 2016 국회 농업과 행복한 미래 공동대표
- 2016 더불어민주당 AI 및 구제역 특별위원회 간사
- 2017.04 ~ 2017.05 제19대 대통령 선거 더불어민주당 문재인 대통령 후보 경북선거대책위원회 상임위원장
- 2017.04 ~ 2017.05 제19대 대통령 선거 더불어민주당 문재인 대통령 후보 농어민선거대책위원회 상임위원장
- 2017 농어업정책포럼 상임대표
- 2017 더불어민주당 전국농어민위원회 부위원장
- 2017.06 ~ 2018.09 더불어민주당 TK특별위원회 간사
- 2017.06 ~ 2018.09 더불어민주당 정책위원회 부의장
- 2018.09 ~ 2020.08 더불어민주당 대외협력위원장
- 2018.10 ~ 더불어민주당 대구경북발전특별위원회 위원장
- 2019 ~ 2022 대통령직속 정부 2050 탄소중립위원회 위원
- 2019.01 ~ 2019.12 더불어민주당 경상북도당 구미시 을 지역위원회 위원장
- 2020.05 ~ 2024.06 더불어민주당 경상북도당 구미시 을 지역위원회 위원장
- 2021.02 ~ 2021.11 국회 국민통합위원회 사회분과위원
- 2021.07 제1대 경기환경에너지진흥원 원장
- 2024.08~ 우원식 국회의장 직속 기후위기 비상 자문위원회 위원

### 의정 활동
- 2016.05 ~ 2020.05: 제20대 국회의원 (비례대표, 더불어민주당,  초선)
  - 2016.06 ~ 2018.05: 제20대 국회 전반기 농림축산식품해양수산위원회 위원
  - 2017.06 ~ 2018.05: 제20대 국회 전반기 예산결산특별위원회 위원
  - 2017.12 ~ 2018.05: 제20대 국회 재난안전대책특별위원회 위원
  - 2018.07 ~ 2019.05: 제20대 국회 후반기 예산결산특별위원회 위원
  - 2018.07 ~ 2020.05: 제20대 국회 후반기 농림축산식품해양수산위원회 위원
  - 2019.07 ~ 2020.05: 제20대 국회 후반기 예산결산특별위원회 위원

## 전과
- 소요, 공문서변조, 변조공문서행사, 국가보안법위반, 집회및시위에관한법률위반: 징역 2년, 자격정지 2년 - 1987년 9월 5일 선고[1]
- 사기, 지방재정법위반: 벌금 5,000,000원 - 2018년 3월 22일 선고[1]

## 역대 선거 결과
|  | 26.21% |

|  | 18.73% |

|  | 27.32% |

|  | 25.54% |

|  | 35.69% |

|  | 33.36% |

## 소속 정당
| 소속 정당 | 소속 정당      | 소속 기간 | 비고      |
| --------- | -------------- | --------- | --------- |
|           | 무소속         | 1998~2004 | 정계 입문 |
|           | 열린우리당     | 2004~2007 | 입당      |
|           | 대통합민주신당 | 2007~2008 | 합당      |
|           | 통합민주당     | 2008      | 합당      |
|           | 민주당         | 2008~2011 | 당명 변경 |
|           | 민주통합당     | 2011~2013 | 합당      |
|           | 민주당         | 2013~2014 | 당명 변경 |
|           | 새정치민주연합 | 2014~2015 | 합당      |
|           | 더불어민주당   | 2015~현재 | 당명 변경 |

## 같이 보기
- 대한민국 제20대 국회의원 선거 더불어민주당 후보 목록#비례대표